# Claudiomiro
Claudiomiro, właśc. Claudiomiro Estrais Ferreira (ur. 3 kwietnia 1950 w Porto Alegre, zm. 24 sierpnia 2018 w Canoas) – brazylijski piłkarz, występujący podczas kariery na pozycji napastnika.

## Kariera klubowa
Claudiomiro karierę piłkarską rozpoczął w klubie SC Internacional w 1967 roku. Z Internacionalem sześciokrotnie zdobył mistrzostwo stanu Rio Grande do Sul – Campeonato Gaúcho w 1969, 1970, 1971, 1972, 1973 i 1974 roku. Indywidualnie Claudiomiro dwukrotnie był królem strzelców ligi stanowej w 1970 i 1972 roku. W Internacionalu 8 sierpnia 1971 w zremisowanym 0-0 meczu z Fluminense FC Claudiomiro zadebiutował w lidze brazylijskiej. W 1975 roku Claudiomiro był zawodnikiem Botafogo FR. W Botafogo 16 listopada 1975 w przegranym 0-2 meczu z SE Palmeiras Claudiomiro po raz ostatni wystąpił w lidze. Ogółem w latach 1971–1985 w lidze brazylijskiej wystąpił w 75 meczach, w których strzelił 24 bramki.
W 1976 roku na krótko występował w SE São Borja, po czym przeniósł się do CR Flamengo. W 1978 roku był zawodnikiem SER Caxias, a 1979 EC Novo Hamburgo. Karierę zakończył w Internacionalu w 1979 roku. Łącznie w barwach Colorado Claudiomiro rozegrał 424 spotkania, w których strzelił 210 bramek.

## Kariera reprezentacyjna
Claudiomiro w reprezentacji Brazylii zadebiutował 14 lipca 1971 w wygranym 1-0 towarzyskim meczu z reprezentacją Czechosłowacji. Ostatni raz w reprezentacji wystąpił 31 lipca 1971 w zremisowanym 2-2 meczu z reprezentacją Argentyny w Copa Julio Roca 1971, który Brazylia zdobyła. Ogółem Claudiomiro w reprezentacji wystąpił w 5 meczach, w których zdobył jedną bramkę.
| Mecze i gole w reprezentacji | Mecze i gole w reprezentacji | Mecze i gole w reprezentacji | Mecze i gole w reprezentacji | Mecze i gole w reprezentacji | Mecze i gole w reprezentacji | Mecze i gole w reprezentacji |
| #                            | Data                         | Miasto                       | Przeciwnik                   | Gol                          | Wynik                        | Rozgrywki                    |
| ---------------------------- | ---------------------------- | ---------------------------- | ---------------------------- | ---------------------------- | ---------------------------- | ---------------------------- |
| 1.                           | 14.07.1971                   | Rio de Janeiro               | Czechosłowacja               |                              | 1:0                          | towarzyski                   |
| 2.                           | 18.07.1971                   | Rio de Janeiro               | Jugosławia                   |                              | 2:2                          | towarzyski                   |
| 3.                           | 24.07.1971                   | Rio de Janeiro               | Paragwaj                     | Gol                          | 1:0                          | towarzyski                   |
| 4.                           | 28.07.1971                   | Buenos Aires                 | Argentyna                    |                              | 1:1                          | Copa Julio Roca 1971         |
| 5.                           | 31.07.1971                   | Buenos Aires                 | Argentyna                    |                              | 2:2                          | Copa Julio Roca 1971         |